# Joachim Ernst von Zimmernow
Johann Ernst von Zimmernow (* um 1690; † 22. Oktober 1744 in Pardubitz) war ein königlich preußischer Oberst und Chef des Infanterie-Regiments Nr. 43.

## Leben
Er kam 1706 durch Vermittlung des damaligen Chefs Leopold von Anhalt-Dessau in dessen Regiment Nr. 3. Dort wurde er am 16. September 1708 Seconde-Lieutenant und 1715 Premier-Lieutenant. In der Zeit des Spanischen Erbfolgekriegs kämpfte er bei den preußischen Truppen in Italien und nahm an der Schlacht bei Turin sowie Belagerungen von Castiglione, Mailand und Fenestrelle teil.
Er war während des Pommernfeldzuges 1715/1716 bei der Belagerung von Stralsund und der Eroberung von Rügen. Im folgenden Jahr wurde er zum Stabshauptmann ernannt. Er stieg weiter auf und wurde 1738 als Oberstleutnant in das Regiment Nr. 10 (Prinz Dietrich) versetzt. Dort wurde er 1741 Oberst. Im Ersten Schlesischen Krieg kämpfte er bei Mollwitz und Chotusitz.
1744 erhielt er von König Friedrich II. das Infanterie-Regiment Nr. 43 (Brandeis) in Breslau. Im Zweiten Schlesischen Krieg verteidigte er erfolgreich die preußischen Magazine in der Stadt Pardubitz. gegen Oberst Franquini. Er wurde dafür vom König ausdrücklich gelobt. Aber er wurde am Kopf verletzt und ein Arm zerschossen. Er starb an den erhaltenen Wunden am 22. Oktober 1744.